# Бабынино (Можайский район)
Бабынино — деревня в Можайском районе Московской области в составе сельского поселения Бородинское. Численность постоянного населения по Всероссийской переписи 2010 года — 8 человек. До 2006 года Бабынино входило в состав Синичинского сельского округа. Деревня славится рыболовным промыслом в теплое время года. В самой деревне и в близлежащей области отмечается повышенный расход алкогольных напитков.
Деревня расположена в северо-западной части района, примерно в 27 км к северо-западу от Можайска, высота центра над уровнем моря 210 м. Ближайшие населённые пункты — Малые Решники на северо-запад, Дёрново на северо-восток и Черняки на юго-восток. Деревня является конечным пунктом региональной автодороги 46Н-05489 Бородино — Бабынино.